# Centrales Erforschungsnetz außergewöhnlicher Himmelsphänomene
Das Centrale Erforschungsnetz außergewöhnlicher Himmelsphänomene (CENAP) ist ein privater Zusammenschluss von astronomie- und parawissenschaftsinteressierten Personen, die sich mit der Aufklärung von ungewöhnlichen Himmelserscheinungen befassen. Hiermit sind Meldungen von unidentifizierten Flugobjekten gemeint. CENAP wird innerhalb der UFO-Szene den Skeptikern zugerechnet.

## Gründung
CENAP wurde 1976 von Werner Walter (1957–2016) und Hansjürgen Köhler (* 1956) in Mannheim gegründet. Nachdem Walter 1973 eine eigene UFO-Sichtung hatte, gründeten er und seine Mitstreiter die Private UFO-Forschungsgruppe Mannheim zunächst als Ableger der Deutschen UFO/IFO-Studiengesellschaft e. V. (DUIST). Nach dem Bruch mit der DUIST ging hieraus das CENAP hervor.

## Struktur
CENAP ist eine private Organisation, jedoch weder ein eingetragener Verein noch besitzt er vereinsähnliche Strukturen. Einen Vorstand im rechtlichen Sinne oder eine Satzung gibt es nicht. Die Anzahl der aktiven Mitglieder beträgt laut ehemaliger Partnerorganisation GEP zwischen drei und fünf. Die Koordination der ansonsten unabhängig voneinander agierenden Mitglieder sowie die Darstellung nach außen oblag bis 2014 dem Gründer Werner Walter. Aus dem CENAP bildeten sich zeitweise verschiedene Ortsgruppen in Deutschland (u. a. in Heilbronn) und der Schweiz. Die sog. Sichtungsermittler, die zumeist im Rahmen einer Presseaktion erstmals an die Öffentlichkeit treten, sind für ein bestimmtes Einsatzgebiet zuständig und weitgehend autonom. Fast alle Ortsgruppen sind inzwischen wieder aufgelöst worden.
Im Januar 2014 konnte man in den Medien vernehmen, dass sich Werner Walter und seine Kollegen inzwischen von der Arbeit am UFO-Thema zurückgezogen hätten. Als Grund wird zunehmende Langeweile für das Thema angegeben, bei dem laut Walter „sich alles unendlich wiederholt, bloß in neuen Facetten“. Im Juli 2014 wurde bekannt, dass Werner Walter aus gesundheitlichen Gründen nicht weiter für CENAP tätig sein kann. Die Leitung der Gruppe sowie die trotz Rückzug vom Thema weiterhin geschaltete UFO-Hotline und der Blog wurden von Hansjürgen Köhler und Roland Gehardt übernommen. Mittlerweile betreibt Hansjürgen Köhler die Leitung fast alleine und führt den Blog weiter.

## Arbeit und Standpunkte
CENAP steht der Extraterrestrial Hypothesis und der Exopolitik weitgehend ablehnend gegenüber. Das Netzwerk gilt als Hauptvertreter der skeptischen Ufologie in Deutschland.
Die Arbeit des CENAP bestand seit der Gründung bis etwa 2011 vor allem aus der Entgegennahme und Bewertung von UFO-Berichten. Hierzu betrieb Werner Walter eine fast 24-Stunden besetzte UFO-Hotline. Bei der Untersuchung der UFO-Fälle wurde vorrangig ein objektorientierter Ansatz im Sinne des Stimulus-Response-Modells durch Mittel des investigativen Journalismus verfolgt. In den allermeisten Fällen konnten „UFO-Sichtungen“ aufgeklärt werden, indem das vom Zeugen Beobachtete durch Nachforschungen auf bekannte und natürliche Phänomene zurückgeführt wurde, zum Beispiel eine Skybeamer-Projektion (Discostrahler) an Wolkenbänken oder die Venus. Im Mai 2011 wurde im Zuge eines Workshops die Sinnhaftigkeit von Einzelfalluntersuchungen und UFO-Hotlines hinterfragt.

## Medienwirkung
Obwohl CENAP als lose Vereinigung mehrere aktive Mitglieder umfasst, wurde das Bild in der Öffentlichkeit lange maßgeblich durch Werner Walter bestimmt. Verschiedene TV- und Radiosendungen wurden in den letzten Jahren durch ihn, gelegentlich auch durch andere CENAP-Angehörige, bestritten. Durch zahlreiche von CENAP initiierte Pressemitteilungen war die Organisation die am meisten in den Medien präsente UFO-Gruppe Deutschlands. Bis zum Rückzug Werner Walters bestimmte CENAP die Wahrnehmung der deutschen UFO-Forschung in der Öffentlichkeit in besonderem Maße.
Überregionale mediale Aufmerksamkeit erfuhr im Herbst 2006 der Rechtsanwalt Jens Lorek, als er für CENAP in der Rolle des sog. „Alien-Anwalts“ angab, Opfer von Entführungen durch Außerirdische vertreten zu wollen.

## Kritik
Das CENAP ist in der „UFO-Szene“ umstritten. Obwohl von der Gruppe selbst der Anspruch auf Wissenschaftlichkeit erhoben wird, wird ihr oft mangelnde Methodik und eine dem Phänomen nicht angemessene Herangehensweise vorgeworfen. Einige der für UFO-Meldungen gelieferten Identifizierungen sollen ideologisch motiviert sein („jedes UFO kann aufgeklärt werden“) und nur mittels unzulässiger Auslassung und Reduktion der Fakten zustande kommen. Zeugen selbst beschweren sich, bei der CENAP-UFO-Hotline nicht ernst genommen zu werden. Fälle würden heute fast ausschließlich am Schreibtisch oder am Telefon bearbeitet, so ein weiterer Kritikpunkt. Datenerhebung, z. B. in Form standardisierter Fragebögen, erfolgt heute kaum noch.
Auch wird das CENAP für polemische Äußerungen und stetig wiederkehrend persönliche Beleidigungen in den Publikationen kritisiert. Alle anderen deutschen UFO-Forschungsvereine (MUFON-CES, DEGUFO, GEP), sowie die Deutsche Initiative für Exopolitik haben sich öffentlich vom CENAP und dessen Arbeitsweise distanziert.

## Publikationen
Von 1976 bis 2002 war der CENAP Report (CR) das Mitteilungsorgan der Gruppe. In den 1980er und 1990er Jahren erschien zudem die Sonderband-Reihe „UFOs Grenzenlos“. Nach Einstellung der gedruckten Version des CR im Jahre 2002 erschien er bis 2007 als kostenlose Online-Zeitschrift. Die eng mit dem CENAP kooperierende Internetplattform UFO-Information.de hat alle 280 Ausgaben des CENAP Report digitalisiert und bietet diese kostenlos zum Herunterladen an. Der letzte Publikationskanal war der UFO-Meldestelle-Blog, der bis Februar 2014 von Werner Walter weitgehend im Alleingang geführt wurde und seit dessen Ausscheiden von Roland Gehardt betreut wurde. Anfang 2016 wurde der Blog gelöscht. Mittlerweile wird er von Hansjürgen Köhler weitergeführt.